# Estación Ramallo
Ramallo es una estación de ferrocarril ubicada en la ciudad de Villa Ramallo, provincia de Buenos Aires, Argentina.

## Servicios
La estación corresponde al Ferrocarril General Bartolomé Mitre de la red ferroviaria argentina.
Por sus vías transitan los servicios Retiro-Rosario/Córdoba/Tucumán de la empresa estatal Trenes Argentinos Operaciones. Desde el 15 de junio del 2016 el servicio que cubre el tramo Retiro-Rosario Norte vuelve a tener parada en esta estación.